# خوانو انروکز
خوانو انروکز (انگلیسی: Juanjo Enríquez; ۴ نوامبر ۱۹۵۰ – ۱۰ اوت ۲۰۱۵) معروف به خوانجو، بازیکن فوتبال بازنشسته اهل اسپانیا که به عنوان مدافع میانی بازی می‌کرد و سرمربی سابق بود. او در ۱۳۰ بازی در لا لیگا ۴ گل به ثمر رساند.